# منشأة صبري (الدقهلية)
قرية منشاة صبرى هي إحدى القرى التابعة لمركز تمى الامديد في محافظة الدقهلية في جمهورية مصر العربية. حسب إحصاءات سنة 2006، بلغ إجمالي السكان في منشاة صبرى 4655 نسمة، منهم 2444 رجل و2211 امرأة.